# Hans Rose
Hans Rose (ur. 15 kwietnia 1885 w Berlinie, zm. 6 grudnia 1969 w Winterbergu) – niemiecki oficer, dowódca U-Boota.

## Życiorys
Urodzony 15 kwietnia 1885 roku w Berlinie. W 1903 roku wstąpił do Kaiserliche Marine jako kadet. 17 lipca 1914 roku awansowany do stopnia kapitana marynarki (niem. Kapitänleutnant) i mianowany dowódcą okrętu. Rok później wstąpił do U-Boot Schule i objął dowództwo na U-2. W 1916 roku został wykładowcą w U-Boot Schule, jednak jego głównym zajęciem było dowodzenie okrętem U-53 (od 22 kwietnia 1916 r.).
We wrześniu 1916 roku odbył rejs do USA. W końcu sierpnia 1916 roku Rose otrzymał od Hermanna Bauera, dowódcy flotylli okrętów podwodnych, zadanie przepłynięcia Atlantyku w jednostce U-53 i podjęcia działań zaczepnych wobec jednostek floty handlowej Aliantów w pobliżu wybrzeży neutralnych wówczas Stanów Zjednoczonych. Okręt pośpiesznie dostowano do rejsów transatlantyckich. Rose otrzymał dużą swobodę w podejmowaniu decyzji na miejscu, jednak dostał polecenie wejścia do portu Newport, w celu zademonstrowania Amerykanom niemieckiej myśli technicznej. 15 września okręt opuścił Wilhelmshaven. 7 października 1916 r. wszedł do portu w Newport, czym wzbudził duże zainteresowanie miejscowych. Rose przyjął na okręcie amerykańskich oficerów jako gości, udał się z wizytą do dowódcy floty niszczycieli stacjonującej w Newport, wysłał list do ambasadora Niemiec w Waszyngtonie i kupił gazetę, w której wyszczególniono, jakie statki i kiedy wypływają z portu. Amerykanie usiłowali zatrzymać okręt w porcie, jednak nie mieli do tego podstaw. Już po dwóch i pół godziny Rose wyszedł z Newport na Ocean Atlantycki. Za granicą wód terytorialnych jego okręt zaczął atakować alianckie transportowce na oczach załóg amerykańskich okrętów, wobec czego Amerykanie byli bezsilni jako państwo neutralne. Rose zatopił brytyjskie statki S.S. Stephano, S.S. Strathdene i S.S. West Point, holenderski S.S. Blommersijk i norweski S.S. Christian Knudsen.
Do Niemiec skierował się po wyczerpaniu ładunku torped i 28 października zawinął do bazy na Helgolandzie. W lutym 1917 roku atakował konwoje w pobliżu Wysp Brytyjskich.
Misja Rosego wywołała spięcie między USA i Wielką Brytanią, Amerykanie wydali oficjalne oświadczenie, w którym tłumaczyli się z bierności wobec okrętu, który działał poza zasięgiem ich wód terytorialnych. Prezydent Wilson wysłał notę do ambasadora Niemiec z żądaniem by ataki tuż za granicą morską USA więcej się nie powtarzały. Działania Rosego stały się także przedmiotem szerokiej debaty w mediach.
5 grudnia 1917 roku zatopił niszczyciel USS "Jacob Jones". Znany był z honorowego podejścia do przeciwnika. Po storpedowaniu jednostki odholowywał szalupy ratunkowe w pobliże jednostek ratowniczych. W 1918 roku został Admiralstabsoffizier w sztabie dowództwa floty U-bootów.
Dowodzone przez niego jednostki łącznie zatopiły 81 statków i 1 okręt. Odszedł ze służby 24 listopada 1919 roku w stopniu komandora podporucznika (niem. Korvettenkapitän).  W późniejszych latach pracował w przemyśle. Zmarł 6 grudnia 1969 roku.

## Odznaczenia
Odznaczenia Hansa Rose to między innymi:
- Order Pour le Mérite (20 grudnia 1917 r.)
- Order Hohenzollernów z mieczami na wstędze wojennej (2 listopada 1916 r.)
- Krzyż Żelazny I klasy
- Krzyż Żelazny II klasy
- Bremeński Krzyż Hanzeatycki
- Order Medżydów